# Morcego-de-cauda-curta-sedoso
O morcego-de-cauda-curta-sedoso (nome científico: Carollia brevicauda) é uma espécie de morcego da família dos filostomídeos (Phyllostomidae).

## Taxonomia e sistemática
O morcego-de-cauda-curta-sedoso foi classificado pela primeira vez por Heinrich Rudolf Schinz em 1821. Faz parte do gênero Carollia, que pertence à família dos filostomídeos (Phyllostomidae). A história taxonômica do gênero é complexa e uma revisão dos caracteres morfológicos usados na diferenciação das espécies com ocorrência no Brasil está em andamento. Carollia brevicauda pode ser confundida com C. perspicillata, principalmente no sudeste do Brasil, e as populações da América Central foram recentemente divididas em C. sowelli.

## Distribuição e habitat
O morcego-de-cauda-curta-sedoso ocorre em todo o leste do Panamá, Colômbia, Venezuela, Guiana, Suriname, Guiana Francesa, Equador, Peru, Bolívia e Brasil, sendo também encontrada em Trindade. Sua distribuição é restrita ao norte da América do Sul e leste do Panamá por Baker et al. (2002), que atribuíram todos os registros da América Central (do oeste do Panamá ao norte, passando pelo México) a C. sowelli. No Brasil, ocorre nos estados do Acre, Alagoas, Amapá, Amazonas, Bahia, Ceará, Espírito Santo, Goiás, Maranhão, Mato Grosso, Minas Gerais, Pará, Pernambuco, Rio de Janeiro, Rondônia, Roraima e São Paulo, nos biomas da Amazônia, Caatinga, Cerrado e Mata Atlântica.
Em termos hidrográficos, a espécie está presente nas sub-bacias do Araguaia, do Doce, do Grande, do litoral da Alagoas, Pernambuco, Paraíba, Bahia, Espírito Santo, Rio de Janeiro, São Paulo, Paraná e Santa Catarina, do Madeira, do Negro, do Paraguai 03, do Paranapanema, do Solimões, do Alto e Submédio São Francisco, do Tapajós, do Baixo Tocantins e do Trombetas. Sua ocorrência abrange uma grande variedade de habitats, incluindo diferentes tipos de florestas, fragmentos florestais e savanas. É frequentemente um dos morcegos mais abundantes nas florestas tropicais de terras baixas e tende a ser mais comum em áreas perturbadas. Utiliza preferencialmente os estratos inferiores da vegetação, concentrando-se nos frutos de arbustos e árvores jovens, com destaque para os frutos finos e verdes de espécies de Piper.

## Ecologia
O morcego-de-cauda-curta-sedoso é considerado uma espécie estacionalmente poliéstrica. Fêmeas prenhes foram registradas entre dezembro e agosto no México e na América Central, e em outubro no Peru. Alimenta-se de uma ampla variedade de frutas, com composição que varia conforme a região e a estação do ano. No entanto, os frutos do gênero Piper constituem a base de sua dieta. Além das frutas, também consome insetos coletados nas folhagens e, durante a estação seca, complementa a alimentação com néctar. Forrageia principalmente em áreas úmidas, sendo mais frequentemente capturado em florestas tropicais perenes. Devido à sua elevada densidade populacional, é considerado um dos principais dispersores de sementes de Piper e de diversas outras plantas de frutos pequenos.

## Conservação
O morcego-de-cauda-curta-sedoso consta na Lista Vermelha da União Internacional para a Conservação da Natureza (IUCN / UICN) como pouco preocupante (LC) devido a grande área na qual reside, o fato de adaptar-se bem às mudanças em seu habitat, por ser relativamente comum e por sua população ser abrangente. Em 2005, foi incluída como vulnerável na Lista de Espécies da Fauna Ameaçadas do Espírito Santo; em 2014, como pouco preocupante no Livro Vermelho da Fauna Ameaçada de Extinção no Estado de São Paulo; e em 2018, como pouco preocupante na Lista Vermelha do Livro Vermelho da Fauna Brasileira Ameaçada de Extinção do Instituto Chico Mendes de Conservação da Biodiversidade (ICMBio).
Em sua área de distribuição, o morcego-de-cauda-curta-sedoso ocorre em diversas áreas protegidas, incluindo a Área de Relevante Interesse Ecológico Projeto Dinâmica Biológica de Fragmentos Florestais (Arie Projeto Dinâmica Biológica de Fragmentos Florestais), a Floresta Nacional do Amapá (Flona do Amapá), o Parque Nacional do Catimbau (PE Catimbau), o Parque Nacional do Juruena (PARNA Juruena), o Parque Nacional da Serra do Divisor (PARNA Serra do Divisor), a Reserva Biológica do Córrego do Veado (Rebio Córrego do Veado), a Reserva Extrativista Auati-Paraná (Resex Auati-Paraná), a Área de Proteção Ambiental de Murici (APA de Murici), o Parque Estadual da Ilha do Cardoso (PE Ilha do Cardoso), o Parque Estadual dos Igarapés do Juruena (PES Igarapés do Juruena) e a Terra Indígena Kapinawá (TI Kapinawá).